# شاه‌بلوط (سرده)
شاه‌بَلوط (Aesculus) سرده‌ای از درختان است که بین ۱۳–۱۹ گونه از آن در نیمکره شمالی، شش گونه در آمریکای شمالی و ۷–۱۳ گونه آن در اورآسیا یافت می‌شود.
این گونه به دلیل داشتن دانه‌های سمی و غیرخوراکی به عنوان گیاهان زینتی در آمریکا و اروپا کاشته می‌شود؛ دانه‌های این گونه با نوع خوراکی آن، شاه‌بلوط شیرین شباهتی بسیار زیاد دارد.

## نگارخانه

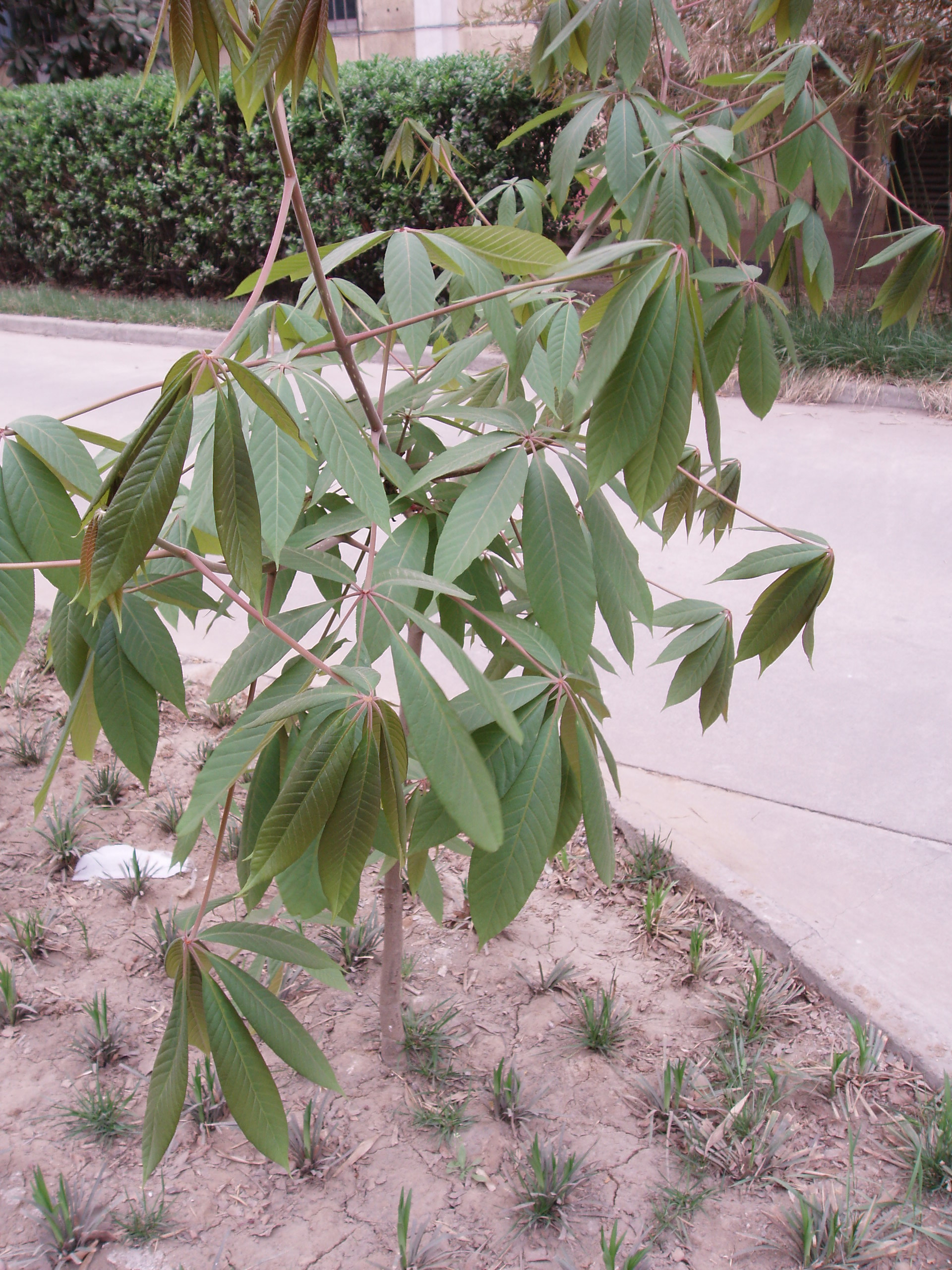
Chinese horse-chestnut (Aesculus chinensis) young leaves in spring ...
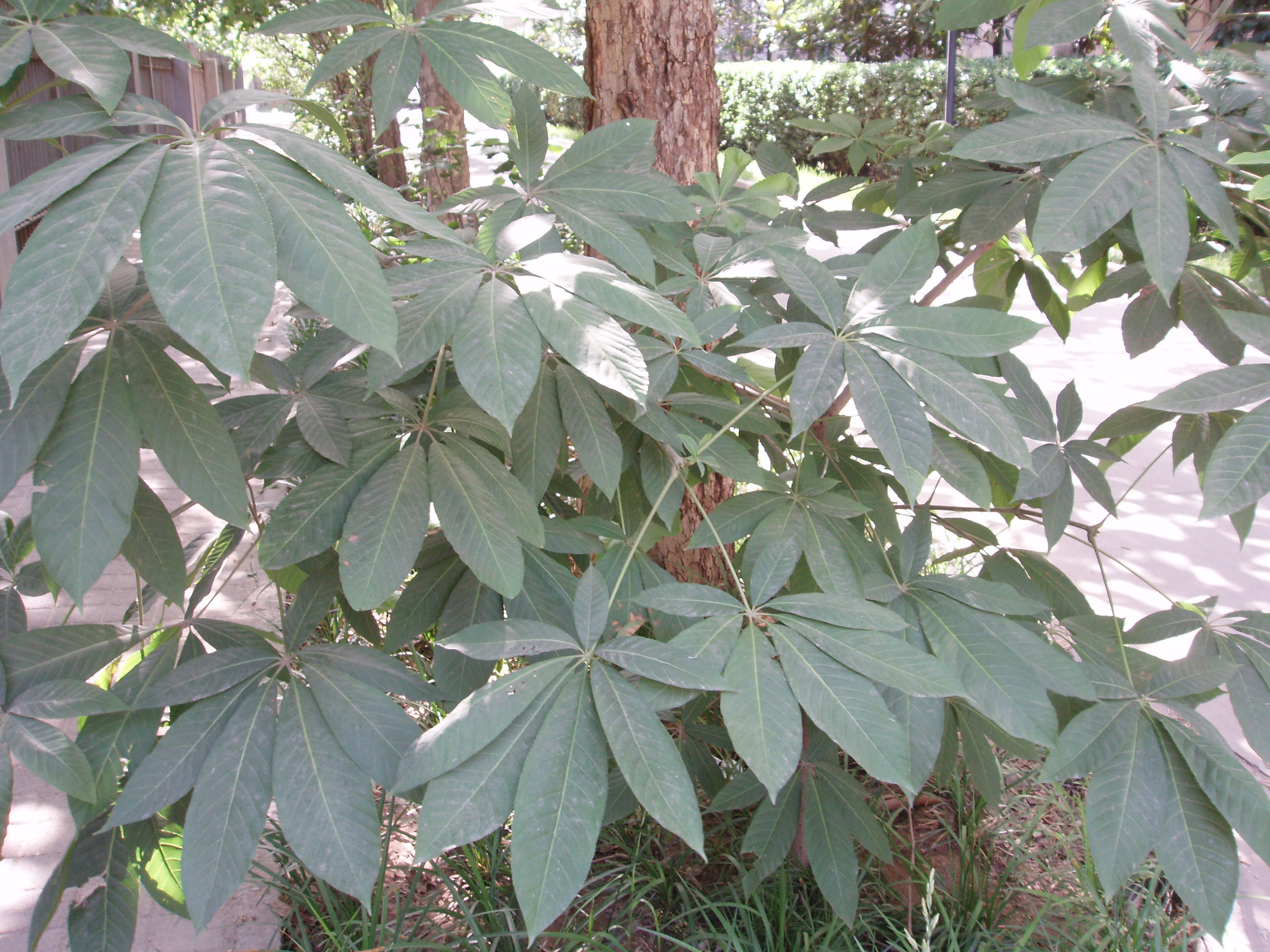
... and fully grown, in summer
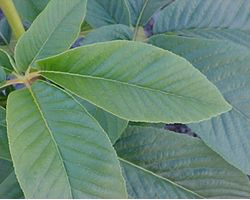
شاه‌بلوط آمریکایی
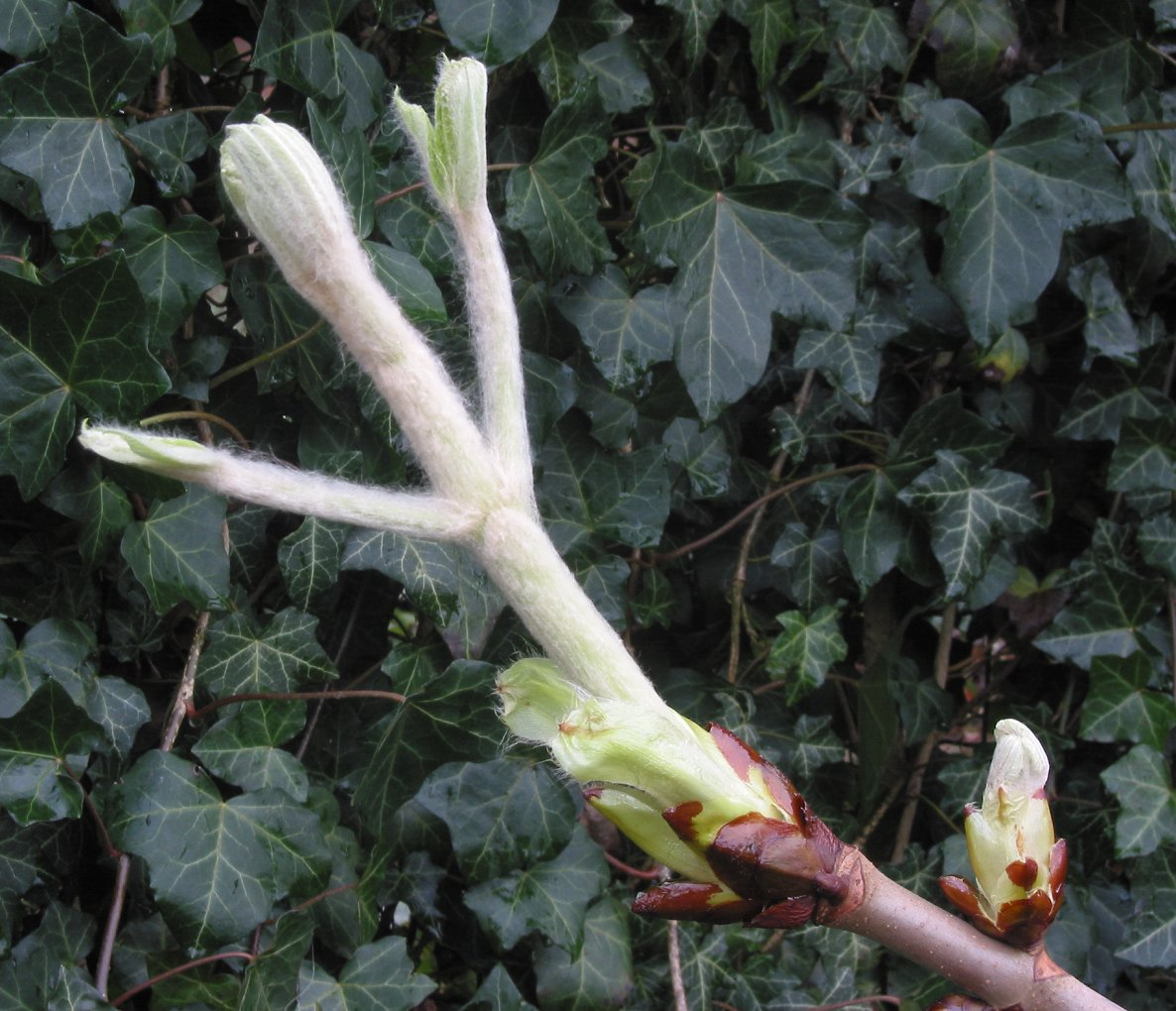
Aesculus hippocastanum bud opening in spring
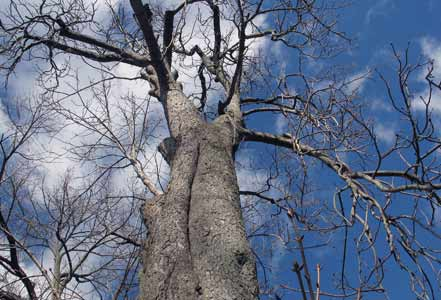
شاه‌بلوط
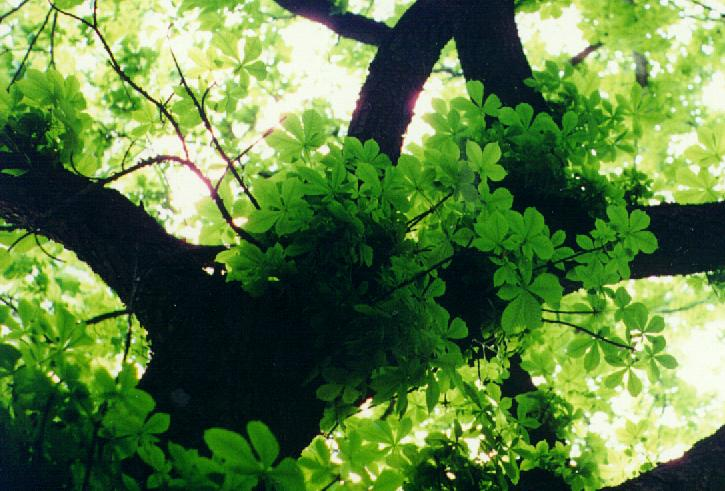
شاه‌بلوط tree
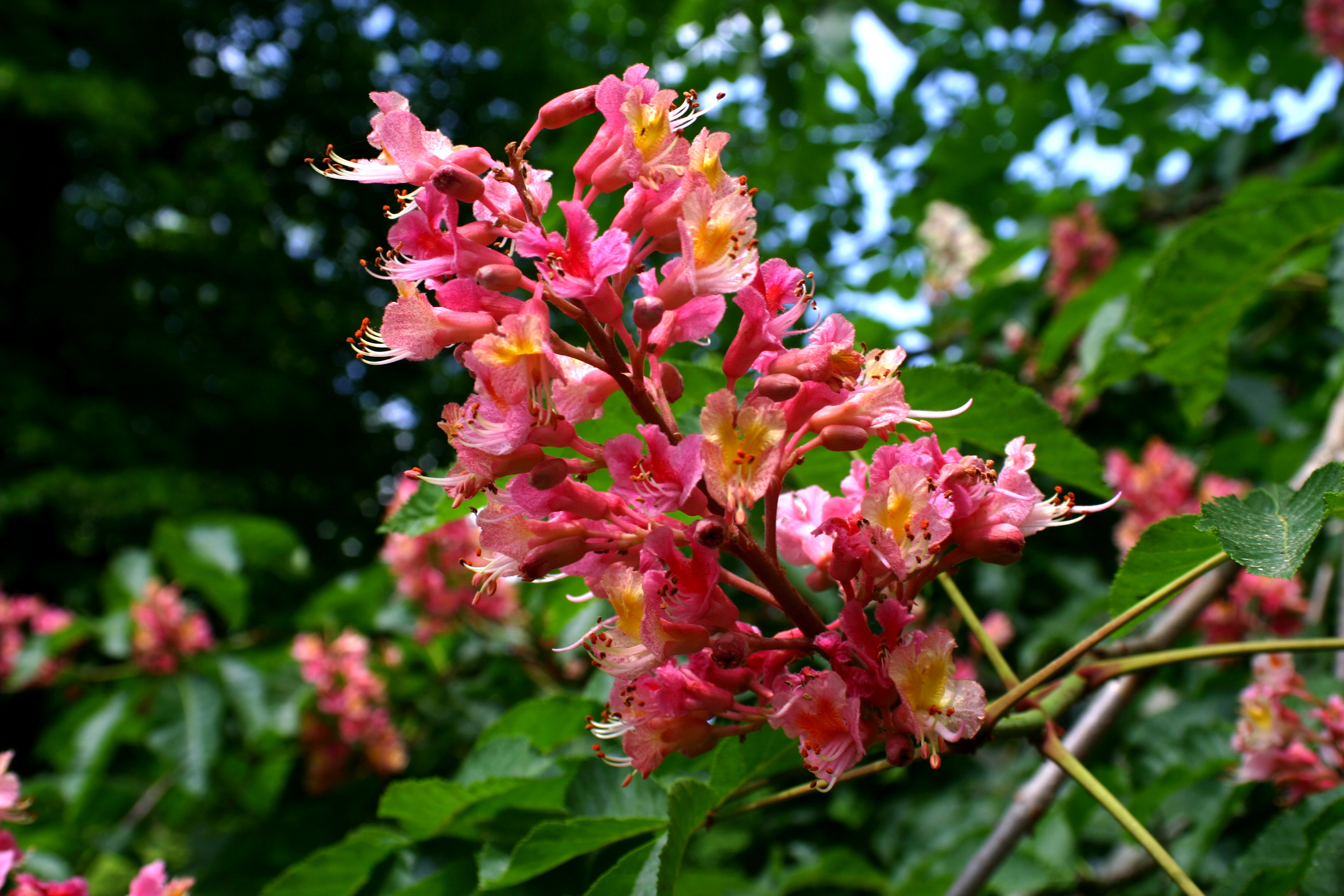
Red horse-chestnut (Aesculus x carnea)
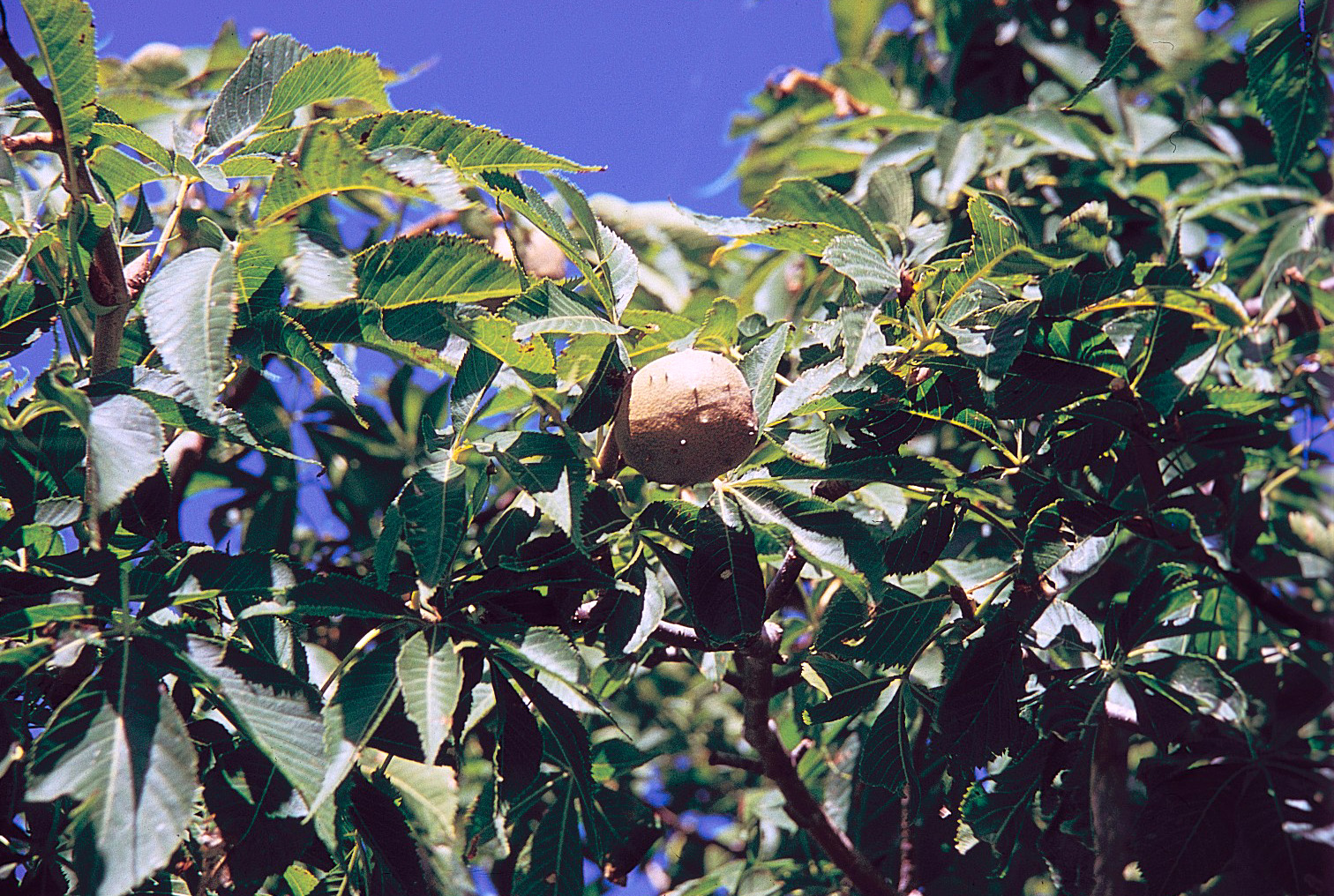
Ohio buckeye  tree (Aesculus glabra)
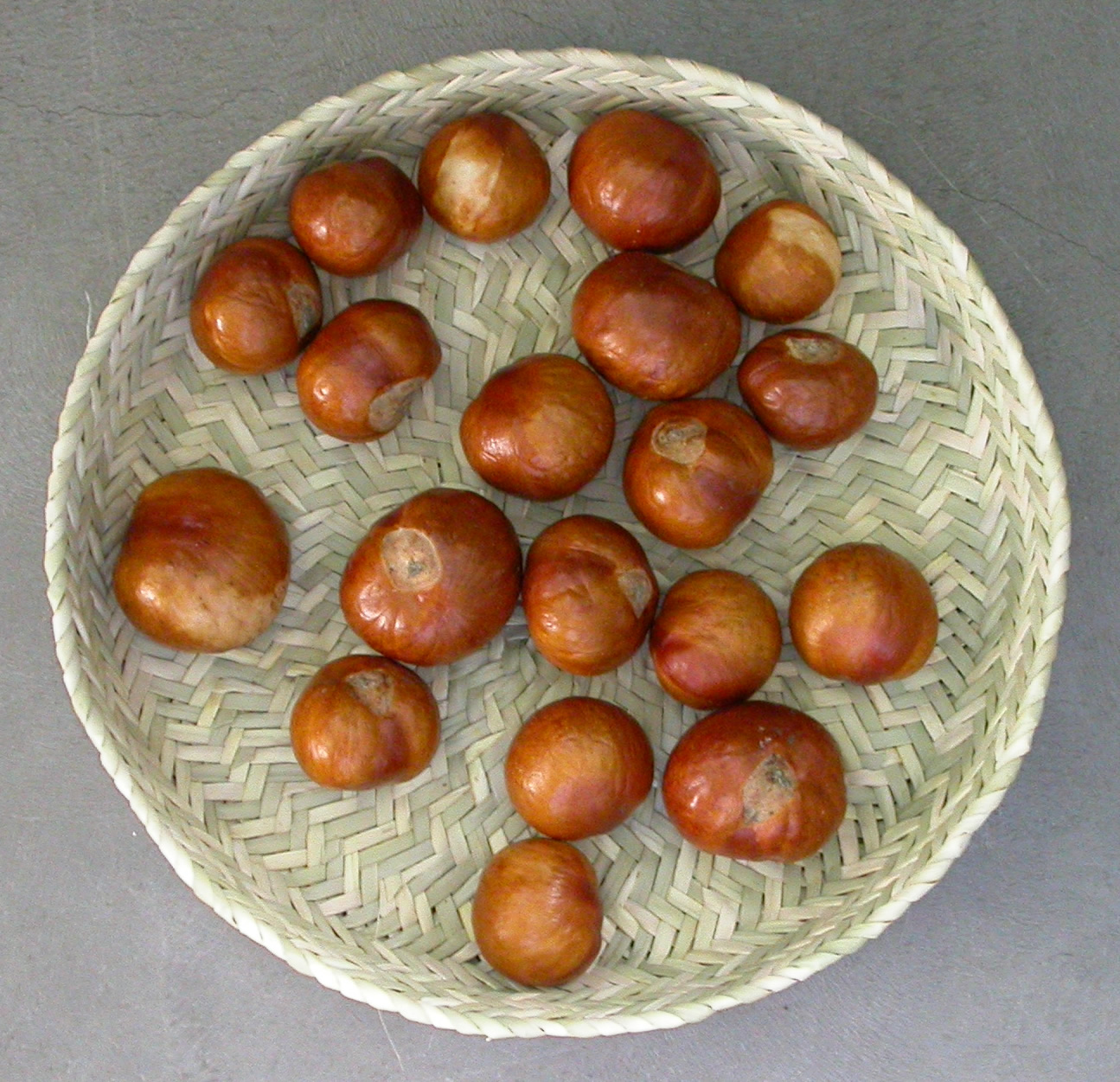
شاه‌بلوط آمریکایی
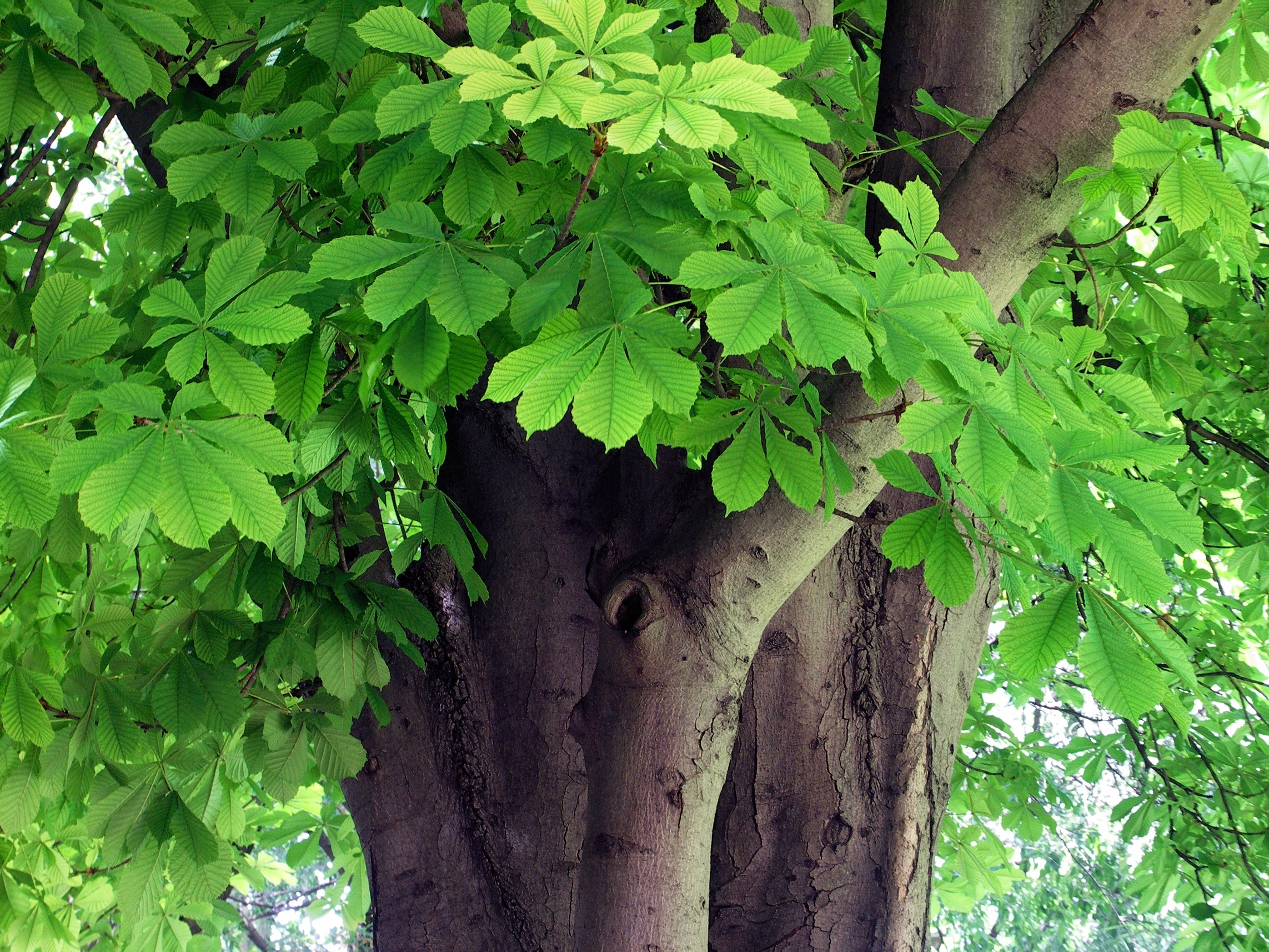
Aesculus hippocastanum
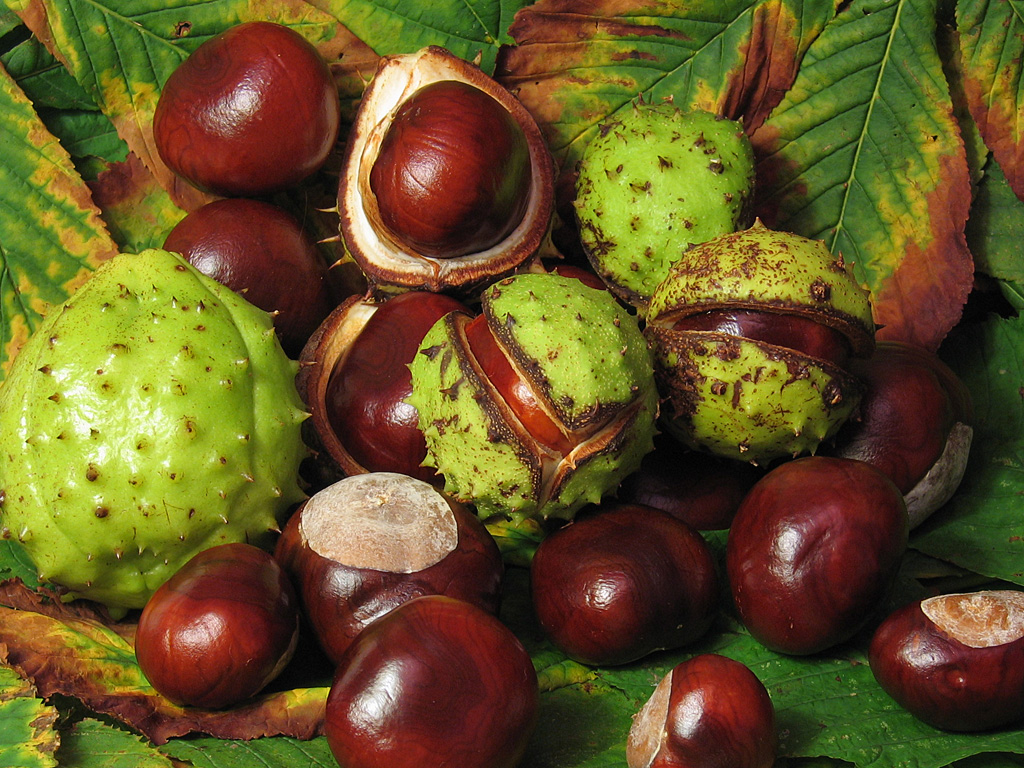
Aesculus hippocastanum